# Remigia virbia
Remigia virbia là một loài bướm đêm trong họ Erebidae.